# Forêt de Craigvinean

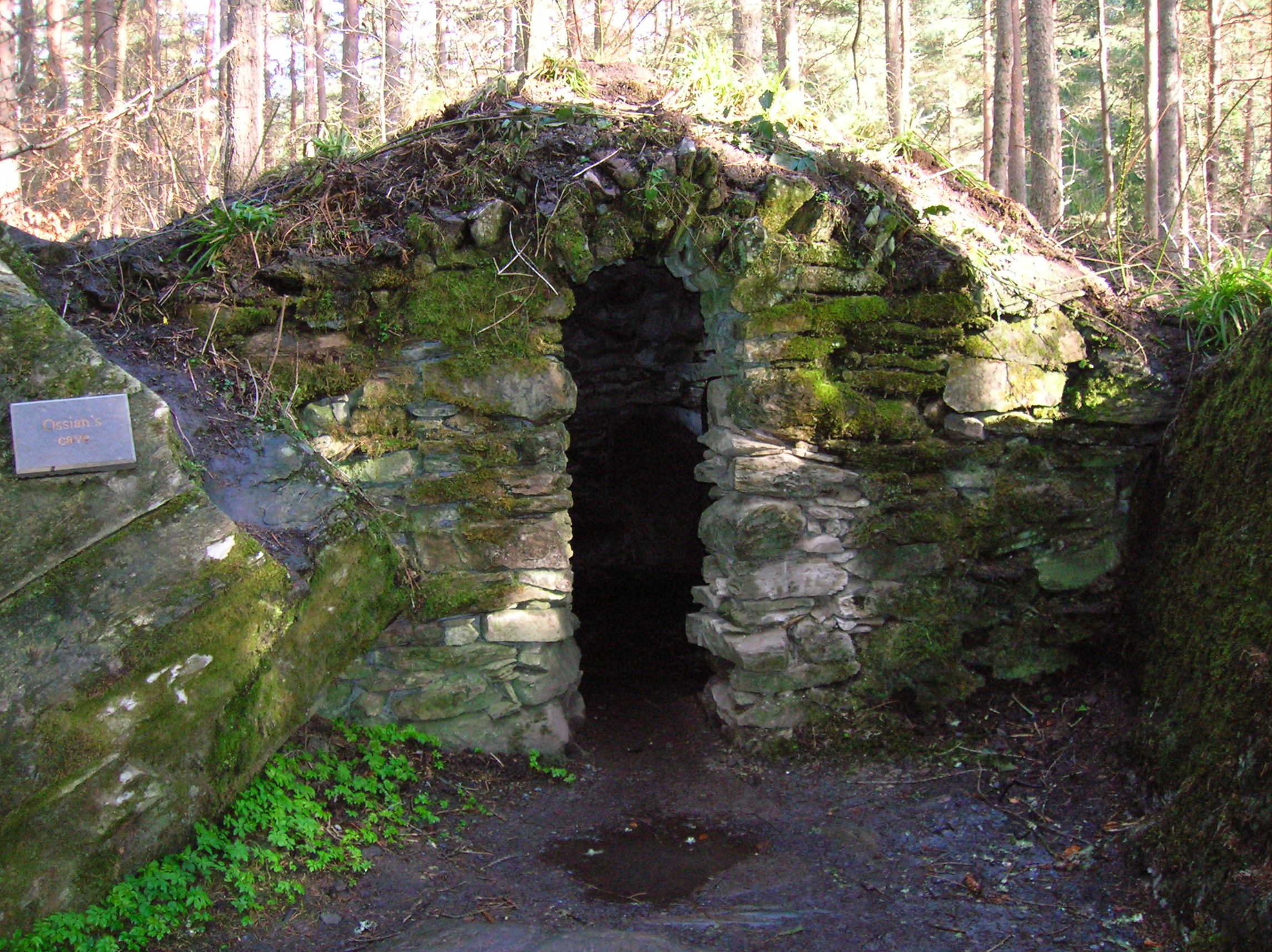
La Grotte d'Ossian, à l'Hermitage.

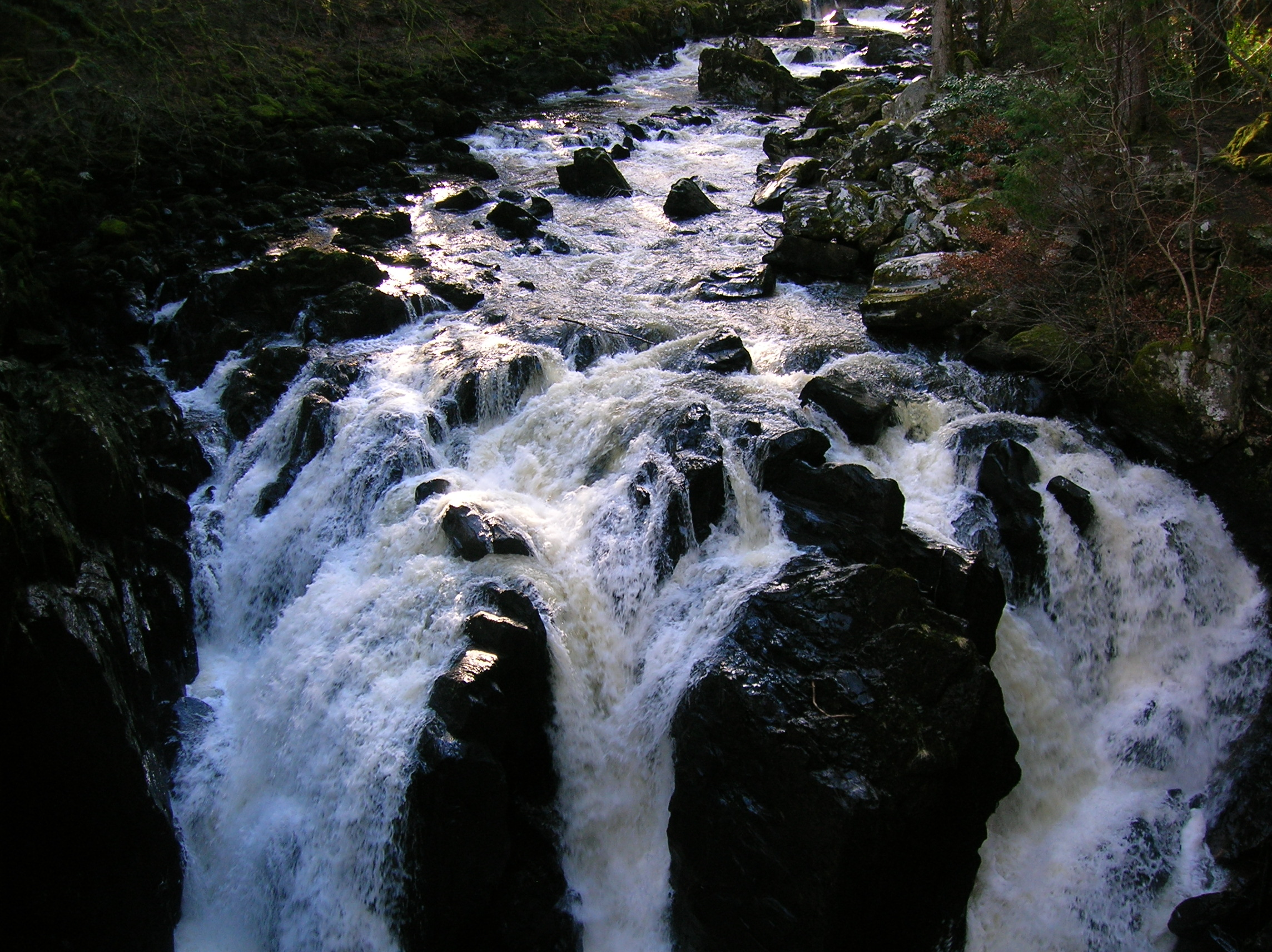
La rivière Braan, à l'Hermitage.

La forêt de Craigvinean, (en)Craigvinean Forest, est située à un kilomètre à l'ouest de Dunkeld, Perth and Kinross, en Écosse, sur l'autoroute A9.
On y accède par une piste au pied de Deuchary Hill. 
La Braan River coupe en deux la forêt qui fait partie du parc forestier de Tay, l'un des six parcs forestiers d'Écosse.
L'Hermitage est situé dans une section de la forêt.
Ossian, un barde celtique du IIIe siècle, dont la mère a été transformée en cerf par Fer Doirich, aurait habité une grotte que l'on peut trouver sur la rive nord de la Braan, située en amont de la Galerie des Glaces d'Ossian, une folie de 1758, construite avec des architraves corinthiennes et des corniches.
Cette folie a été construite en forme de fer à cheval faisant face à une cascade ce qui amplifie le  rugissement de l'eau.